# Guática
Guática – miasto w Kolumbii, w departamencie Risaralda.